# G-квадруплексы
G-квадру́плексы (англ. G-quadruplex, а также G-tetrads или G4) — последовательности нуклеиновых кислот, обогащенные гуанином и способные образовывать структуры из четырёх цепей. Цепи нуклеиновых кислот из гуанозиновых олиго- и полинуклеотидов способны связываться друг с другом при наличии моновалентного катиона небольшого размера, чаще всего — калия. С помощью дифракционного анализа было показано, что такие поли(G)-нити представляют собой новый тип укладки ДНК, четырёхцепочечную спираль, где четыре гуаниновых основания из разных цепей образуют плоскую структуру, удерживаемую парными взаимодействиями G-G (рис. 1). Такие структуры отличаются высокой стабильностью в растворе и называются гуаниновыми (G)-квартетами, или G-тетрадами. Каждый G-квартет скреплен в сумме восемью водородными связями, образованными взаимодействием Уотсон-Криковской стороны одного гуанинового основания с Хугстиновской стороной другого.
G-квадруплексы могут быть также образованы короткими олигонуклеотидами с соответствующей последовательностью, которую можно схематически записать как GmXnGmXoGmXpGm, где m — количество гуанинов в G-блоке. Эти гуанины обычно непосредственно задействованы в образовании G-тетрад. Xn, Xo и Xp могут быть комбинацией любых остатков, включая G; такие участки формируют петли между G-тетрадами.

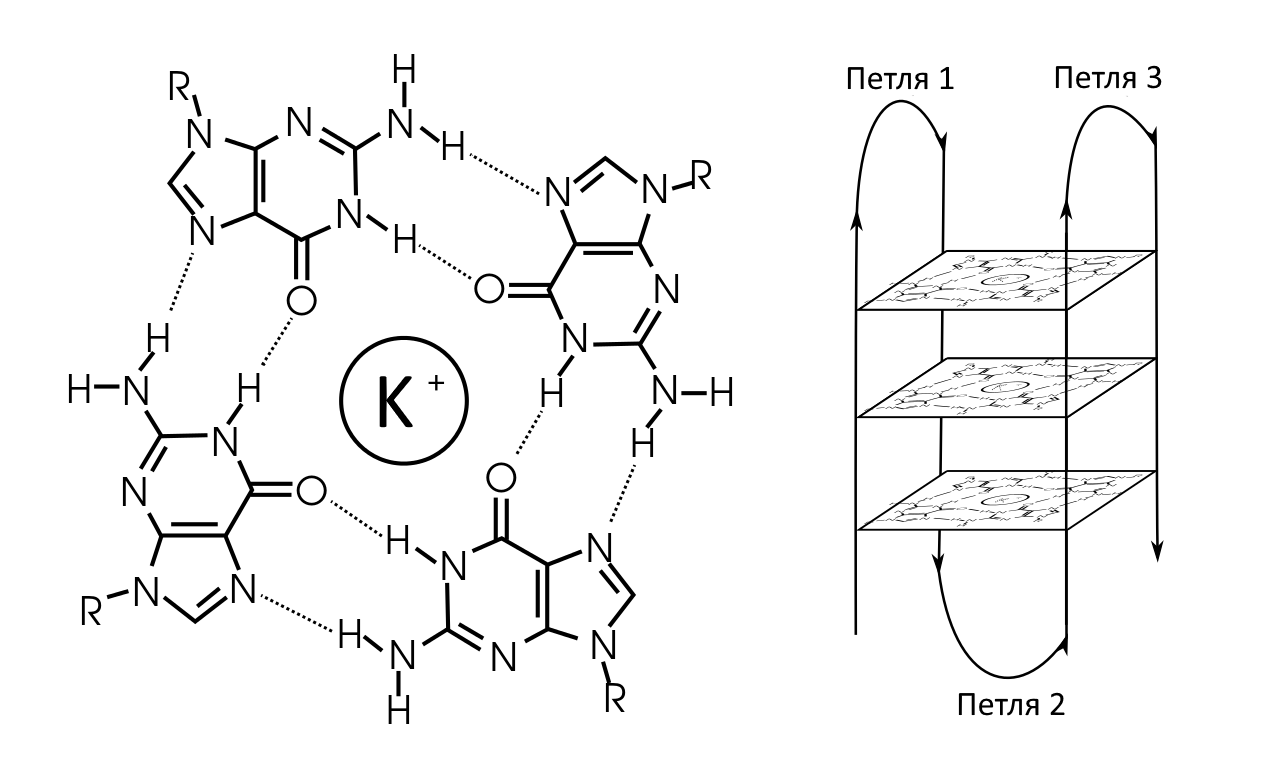
Рис 1. Структура G-квадруплекса. Слева: G-квартет. Справа: G-квадруплекс из трёх квартетов

### Квадруплексы в 5'-нетранслируемой области мРНК

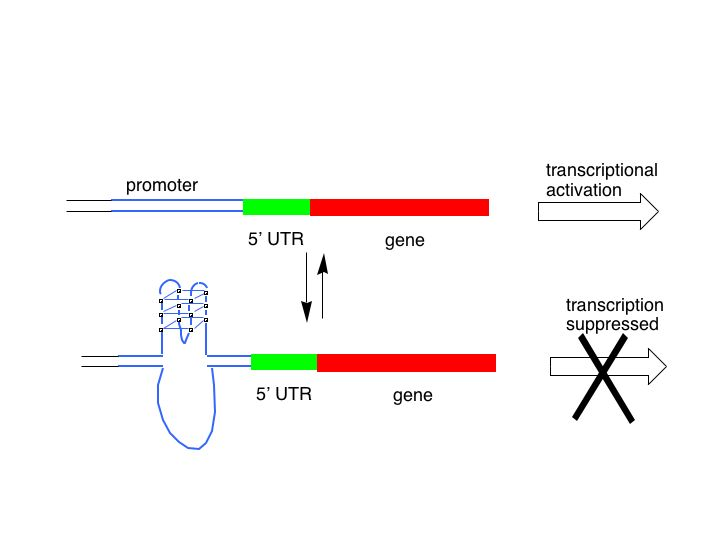
Предполагаемая модель регуляции генов при наличии G-квадруплекса